# NGC 5041
NGC 5041 est une vaste galaxie spirale située dans la constellation des Chiens de chasse. Sa vitesse par rapport au fond diffus cosmologique est de 7 718 ± 18 km/s, ce qui correspond à une distance de Hubble de 113,8 ± 8,0 Mpc (∼371 millions d'al). NGC 5041 a été découverte par l'astronome prussien Heinrich Louis d'Arrest en 1865.
La classe de luminosité de NGC 5041 est III-IV et elle présente une large raie HI. Selon la base de données Simbad, NGC 5041 est une galaxie LINER, c'est-à-dire une galaxie dont le noyau présente un spectre d'émission caractérisé par de larges raies d'atomes faiblement ionisés.
En raison d'une brillance de surface égale à 14,42 mag/am2, on peut qualifier NGC 5041 de galaxie à faible brillance de surface (LSB en anglais pour low surface brightness). Les galaxies LSB sont des galaxies diffuses (D) avec une brillance de surface inférieure de moins d'une magnitude à celle du ciel nocturne ambiant.